# Karangpakis (Nusawungu)
Karangpakis is een bestuurslaag in het regentschap Cilacap van de provincie Midden-Java, Indonesië. Karangpakis telt 5803 inwoners (volkstelling 2010).